# Nathan Wood-Gordon
Nathan Dean Joshua Wood-Gordon (Ingleby Barwick, 31 maggio 2002) è un calciatore inglese, difensore del Southampton.

## Caratteristiche tecniche
È un giocatore emolto rapido che in passato ha giocato anche da esterno sinistro di centrocampo. Ha corso i 100 metri in 13.07 secondi all'età di 13 anni.

## Biografia
È figlio dell'ex calciatore di Crystal Palace e Middlesbrough Dean Gordon. In passato ha praticato atletica prendendo parte a diverse competizioni fra il 2014 e il 2015. Prima di unirsi al Middlesbrough nel 2015, ha giocato con TIBS e Stockton Town.
Ha frequentato la Conyers School a Yarm, questo lo ha portato nel 2014 a recitare nel dodicesimo episodio della prima stagione del documentario educativo targato CBBC Our School. Durante questo periodo era al settimo anno, il suo primo nella scuola secondaria.

## Carriera

### Club
Il 1 luglio 2018 ha firmato un contratto professionistico con il Middlesbrough. È diventato il più giovane debuttante nel club a 16 anni e 72 giorni, rimpiazzando Daniel Ayala contro il Notts County in EFL Cup il 14 agosto 2018.
Il 1 febbraio 2021 si è unito al Crewe Alexandra in Football League One in prestito per il resto della stagione 2020-21. Ha debuttato con il Crewe il 20 febbraio 2021 in una sconfitta per 2-1 contro lo Swindon Town.
Il 31 agosto 2021 è andato in prestito in Scozia all'Hibernian fino a fine stagione. Il 16 ottobre 2021 ha fatto il suo debutto con il club scozzese, giocando l'intero incontro contro il Dundee Utd perso  3-0. Il 25 novembre è stato annunciato il suo ritorno al Middlesbrough avendo giocado un solo incontro.
Il 10 giugno 2022 si è unito allo Swansea City con un contratto di due anni per una cifra non rivelata. Il suo nuovo allenatore Russell Martin ne era un estimatore ed aveva provato a farlo acquistare mentre allenata il MK Dons.

### Nazionale
Wood ha rappresentato l'Inghilterra Under-15, Under-16, Under-17 e Under-18.
Il 6 settembre 2021 ha debuttato con l'Under-20 durante una vittoria per 6-1 contro la Romania.
Il 28 marzo 2023 ha debuttato con l'Under-21 durante una sconfitta per 2-1 contro la Croazia.

## Statistiche

### Presenze e reti nei club
Statistiche aggiornate al 23 ottobre 2023.
| Stagione        | Squadra         | Campionato      | Campionato | Campionato | Coppe nazionali | Coppe nazionali | Coppe nazionali | Coppe continentali | Coppe continentali | Coppe continentali | Altre coppe | Altre coppe | Altre coppe | Totale | Totale | Totale |
| Stagione        | Squadra         | Comp            | Pres       | Reti       | Comp            | Pres            | Reti            | Comp               | Pres               | Reti               | Comp        | Pres        | Reti        | Pres   | Reti   |        |
| --------------- | --------------- | --------------- | ---------- | ---------- | --------------- | --------------- | --------------- | ------------------ | ------------------ | ------------------ | ----------- | ----------- | ----------- | ------ | ------ | ------ |
| 2018-2019       | Middlesbrough   | FLC             | 0          | 0          | FACup+CdL       | 0+3             | 0               |                    | -                  | -                  |             | -           | -           | 3      | 0      |        |
| 2019-2020       | Middlesbrough   | FLC             | 1          | 0          | FACup+CdL       | 0+1             | 0               |                    | -                  | -                  |             | -           | -           | 2      | 0      |        |
| 2020-gen. 2021  | Middlesbrough   | FLC             | 4          | 0          | FACup+CdL       | 1+2             | 0               |                    | -                  | -                  |             | -           | -           | 7      | 0      |        |
| gen.-giu. 2021  | Crewe Alexandra | FL1             | 12         | 0          | FACup+CdL       | 0               | 0               |                    | -                  | -                  | FLT         | 0           | 0           | 12     | 0      |        |
| ago. 2021       | Middlesbrough   | FLC             | 0          | 0          | FACup+CdL       | 0               | 0               |                    | -                  | -                  |             | -           | -           | 0      | 0      |        |
| 2021-gen. 2022  | Hibernian       | PL              | 1          | 0          | CS+CdL          | 0               | 0               |                    | -                  | -                  |             | -           | -           | 1      | 0      |        |
| gen.-giu. 2022  | Middlesbrough   | FLC             | 0          | 0          | FACup+CdL       | 1+0             | 0               |                    | -                  | -                  |             | -           | -           | 1      | 0      |        |
| 2022-2023       | Swansea City    | FLC             | 40         | 0          | FACup+CdL       | 2+1             | 0               |                    | -                  | -                  |             | -           | -           | 43     | 0      |        |
| 2023-2024       | Swansea City    | FLC             | 8          | 1          | FACup+CdL       | 0+1             | 0               |                    | -                  | -                  |             | -           | -           | 9      | 1      |        |
| Totale carriera | Totale carriera | Totale carriera | 66         | 1          |                 | 12              | 0               |                    | -                  | -                  |             | 0           | 0           | 78     | 1      |        |